# ثوخار
بلدية صخور أو ثُخار أو (نقحرة: ثوخار) (بالإسبانية: Zújar) هي بلدية تقع في مقاطعة غرناطة التابعة لمنطقة أندلوسيا جنوب إسبانيا.

## الديموغرافيا
بلغ عدد سكان بلدية صخور 3.018 نسمة عام 2011 (وفقاً للمعهد الوطني الإسباني للإحصاء).
| 2.933 | 2.831 | 2.691 | 2.746 | 2.834 | 2.997 | 3.018 |